# Ludvika socken
Ludvika socken ligger i Dalarna, uppgick 1963 i Ludvika stad och området ingår sedan 1971 i Ludvika kommun och motsvarar från 2016 Ludvika distrikt.
Socknens areal var 223,49 kvadratkilometer, varav 191,84 land (köpingens/stadens yta inräknad). År 2020 fanns här 18 495 invånare med staden inräknad. Tätorterna Håksberg, Persbo, Sörvik, Gonäs och Blötberget samt tätorten Ludvika med sockenkyrkan Ludvika Ulrika kyrka  ligger i socknen.  

## Administrativ historik
Området som blev Ludvika socken hörde historiskt till Grangärde socken, men utgjorde ett eget kapellag från cirka 1652. Vid kommunreformen 1862 övergick socknens ansvar för de kyrkliga frågorna i Ludvika kapellag till Ludvika församling och för de borgerliga frågorna till Ludvika landskommun, men i fastighetsindelningen fortsatte området att höra till Grangärde socken till 1883, då det blev en egen jordebokssocken. Ur Ludvika landskommun utbröts 1915 Ludvika köping, senare Ludvika stad. Ludvika landskommun inkorporerades 1963 i Ludvika stad som 1971 blev en del av Ludvika kommun.
1 januari 2016 inrättades distriktet Ludvika, med samma omfattning som församlingen hade 1999/2000.
Socknen har tillhört fögderier, tingslag och domsagor enligt vad som beskrivs i artikeln Dalarna. De indelta soldaterna tillhörde Västmanlands regemente och Bergslags kompani.

## Geografi
Ludvika socken ligger norr och söder om Ludvika och kring sjön Väsman. Socknen har odlingsbygd kring sjön och är i övrig en sjörik kuperad skogsbygd.

## Fornlämningar
Några stensättningar från järnåldern är funna.

## Namnet
Namnet (1539 Loduika) kommer från en by/bebyggelse som i sin tur kommer från en vik i Väsman Lyviken. Detta ord förled innehåller ett ord som syftar på växtlighet av vass.

## Befolkningsutveckling
| Befolkningsutvecklingen i Ludvika socken 1810–2020 | Befolkningsutvecklingen i Ludvika socken 1810–2020 | Befolkningsutvecklingen i Ludvika socken 1810–2020 | Befolkningsutvecklingen i Ludvika socken 1810–2020 | Befolkningsutvecklingen i Ludvika socken 1810–2020 |
| --- | -------------------------------------------------- | -------------------------------------------------- | -------------------------------------------------- | -------------------------------------------------- |
| |                                                    |                                                    |                                                    |                                                    |
| År |                                                    |                                                    | Folkmängd                                          |                                                    |
| 1810 | 1810                                               |                                                    | 1 620                                              |                                                    |
| 1820 | 1820                                               |                                                    | 1 576                                              |                                                    |
| 1830 | 1830                                               |                                                    | 1 878                                              |                                                    |
| 1840 | 1840                                               |                                                    | 2 023                                              |                                                    |
| 1850 | 1850                                               |                                                    | 2 254                                              |                                                    |
| 1860 | 1860                                               |                                                    | 2 605                                              |                                                    |
| 1870 | 1870                                               |                                                    | 2 905                                              |                                                    |
| 1880 | 1880                                               |                                                    | 3 585                                              |                                                    |
| 1890 | 1890                                               |                                                    | 3 750                                              |                                                    |
| 1900 | 1900                                               |                                                    | 4 613                                              |                                                    |
| 1910 | 1910                                               |                                                    | 6 839                                              |                                                    |
| 1920 | 1920                                               |                                                    | 10 112                                             |                                                    |
| 1930 | 1930                                               |                                                    | 9 965                                              |                                                    |
| 1940 | 1940                                               |                                                    | 12 719                                             |                                                    |
| 1950 | 1950                                               |                                                    | 17 055                                             |                                                    |
| 1960 | 1960                                               |                                                    | 21 499                                             |                                                    |
| 1970 | 1970                                               |                                                    | 21 578                                             |                                                    |
| 1980 | 1980                                               |                                                    | 20 598                                             |                                                    |
| 1990 | 1990                                               |                                                    | 19 268                                             |                                                    |
| 2010 | 2010                                               |                                                    | 17 577                                             |                                                    |
| 2020 | 2020                                               |                                                    | 18 495                                             |                                                    |
| Anm: Källor: Umeå universitet - Tabellverket 1749-1859, Demografiska databasen, CEDAR, Umeå universitet, Befolkning per församling, Folkmängden per distrikt, landskap, landsdel eller riket efter kön. År 2015 - 2022. |                                                    |                                                    |                                                    |                                                    |